# Asuka Kazama
Asuka Kazama is een 17-jarig personage uit de computerspelserie Tekken.
Asuka leerde van haar vader martial arts met een originele kazama-stijl. Wanneer ze op een dag thuiskomt, vindt ze haar vader en een paar medestudenten bewusteloos in elkaar geslagen. Agent Lei komt naar haar toe en zegt dat ze een verklaring kan vinden in Tekken 5. Om deze reden deed ze mee aan het toernooi. Ze krijgt hierbij gezelschap van haar neef Jin.